# Дорогинська сільська рада (Ічнянський район)
Дороги́нська сільська́ ра́да — адміністративно-територіальна одиниця та орган місцевого самоврядування в Ічнянському районі Чернігівської області. Адміністративний центр — село Дорогинка.

## Загальні відомості
- Територія ради: 51,132 км²
- Населення ради: 1 083 особи (станом на 2001 рік)

Дорогинська сільська рада зареєстрована 1927 року. Стала однією з 27-ти сільських рад Ічнянського району і одна з 8-ми, яка складається з одного населеного пункту.
На території сільради діє Дорогінський ДНЗ.

## Населені пункти
Сільській раді були підпорядковані населені пункти:
- с. Дорогинка

## Склад ради
Рада складалася з 14 депутатів та голови.
- Голова ради: Пархоменко Валентина Яківна
- Секретар ради: Остапець Світлана Олександрівна

### Керівний склад попередніх скликань
| Прізвище, ім'я, по батькові | Основні відомості                                                         | Дата обрання | Дата звільнення |
| --------------------------- | ------------------------------------------------------------------------- | ------------ | --------------- |
| Шовкун Ганна Василівна      | Сільський голова, 1959 року народження, позапартійна                      | 26.03.2006   | 31.10.2010      |
| Пархоменко Валентина Яківна | Сільський голова, 1961 року народження, освіта вища, член Партії регіонів | 31.10.2010   |                 |

Примітка: таблиця складена за даними сайту Верховної Ради України

### Депутати
За результатами місцевих виборів 2010 року депутатами ради стали:

#### За суб'єктами висування
| Суб'єкт висування | Кількість обраних депутатів | %    |
| ----------------- | --------------------------- | ---- |
| Народна партія    | 7                           | 50   |
| Партія регіонів   | 6                           | 42,9 |
| Самовисування     | 1                           | 7,1  |

#### За округами
| № округу        | Прізвище, ім'я, по батькові      | Дата визнання обраним | Освіта             | Партійна приналежність | Відомості про обраного депутата                                             |
| --------------- | -------------------------------- | --------------------- | ------------------ | ---------------------- | --------------------------------------------------------------------------- |
| Народна Партія  |                                  |                       |                    |                        |                                                                             |
| 7               | Остапець Григорій Григорович     | 01.11.2010            | середня            | позапартійний          | ТОВ"Солстрой" Київміськбуд, бетонник                                        |
| 8               | Масіч Віталій Миколайович        | 01.11.2010            | середня            | член Партії регіонів   | Ічнянське УГГ, слюсар по ремонту та експлуатації газового обладнання        |
| 9               | Чмир Микола Іванович             | 01.11.2010            | середня            | член Партії регіонів   | тимчасово не працює                                                         |
| 10              | Лисовець Володимир Григорович    | 01.11.2010            | середня            | член Партії регіонів   | тимчасово не працює                                                         |
| 11              | Манжула Микола Михайлович        | 01.11.2010            | середня            | член Партії регіонів   | Мринське сховище транспортування природного газу, оператор ГРС с. Дорогинка |
| 12              | Тюкова Ніна Василівна            | 01.11.2010            | середня            | член Партії регіонів   | ТЦ ІчнянськоїРДА, соціальний працівник                                      |
| 13              | Резвін Руслан Миколайович        | 01.11.2010            | середня            | член Партії регіонів   | Мринське сховище транспортування природного газу, оператор ГРС с. Дорогинка |
| Партія регіонів |                                  |                       |                    |                        |                                                                             |
| 2               | Костенко Руслам Миколайович      | 01.11.2010            | середня            | член Партії регіонів   | УТМР «Ічень», єгер                                                          |
| 3               | Кубрак Олексій Іванович          | 01.11.2010            | середня            | член Партії регіонів   | Ічнянське лісництво, лісник                                                 |
| 4               | Шадура Віталій Миколайович       | 01.11.2010            | середня            | член Партії регіонів   | тимчасово не працює                                                         |
| 5               | Скалацька Антоніна Павлівна      | 01.11.2010            | середня спеціальна | член Партії регіонів   | Дорогинська сільська лікарська амбулаторія, медична сестра                  |
| 6               | Андрієвська Катерина Герасимівна | 01.11.2010            | середня спеціальна | член Партії регіонів   | Дорогинське споживче товариство, голова правління                           |
| 14              | Шадура Тетяна Іванівна           | 01.11.2010            | середня спеціальна | член Партії регіонів   | Дорогинський сільський будинок культури, техпрацівник                       |
| Самовисування   |                                  |                       |                    |                        |                                                                             |
| 1               | Остапець Світлана Олександрівна  | 01.11.2010            | середня            | позапартійна           | Дрогинська сільська рада, секретар виконкому та ради                        |